# 카를로 2세 디 사보이아 공작
카를로 2세 디 사보이아(이탈리아어:  Carlo II di Savoia, 1489년 6월 23일 - 1496년 4월 16일)는 1490년부터 1496년까지의 사보이아 공작이지만 그의 어머니 비안카 디 몬페라토가 섭정으로서 실질적인 지배를 하였다. 1485년 그의 아버지 카를로 1세는 어린 카를로가 상속받은 예루살렘, 키프로스, 아르메니아의 군주에 대한 상속권을 받았다.

## 생애
그의 치세 동안 프랑스의 군주 샤를 7세가 이탈리아를 침략하였고 나폴리를 정복했으며, 비안카의 섭정하의 사보이아 가문은 샤를에게 공국을 자유롭게 드나드게 허락하였다.
토리노에서 태어난 카를로는 침대에 떨어지며 7세의 나이에 몬칼리에리에서 사망했다. 그의 공국은 그리하여 종조부이자 사보이아 가문의 남자 후계자였던 필리포 2세에게 계승되었다. 카를로의 법정 상속인은 필리베르토의 장남인 미남공 필리베르토와 혼인한 여동생인 이올란디아 루도비카였다. 이올란디아는 그러나 12살의 나이에 자식없이 남편(1497년에 공작직을 계승)을 두고 사망하였다. 카를로와 이올란디아의 다음 법정 상속인은 그들의 이모 안나의 딸인 카를로타 다라고나(1479-1506)였다. 다음 해 카를로타는 라발 백작 기 16세 드 라발과 혼인하였다. 그들의 외가 후손들은 법적 상속인들에게 포함된 예루살렘, 키프로스, 아르메니아에 대한 권리(거기에 르네 당주에 대한 권리까지)를 가졌지만, 필리포 2세는 그러하지 못했다.